# Soule (provincia)
Soule (in basco Zuberoa; in occitano Sola)) è un'antica provincia della Francia, nel paese basco francese (Pirenei Atlantici).

## Geografia fisica
Il capoluogo storico di Soule era Mauléon.
Nel 1841 la località fu fusa con Licharre a formare l'attuale città di Mauléon-Licharre.
Il territorio confina a sud con la regione spagnola della Navarra; i confini interni sono con l'Aquitania a nord e la Bassa Navarra a ovest.